# Bonny Island
Bonny Island ist eine nigerianische Insel im Golf von Guinea. Die größte Stadt der Insel ist der Ort Bonny an der Westküste mit ca. 17.700 Einwohnern.
Die Insel gehört zum Bundesstaat Rivers und liegt ca. 20 km südöstlich von dessen Hauptstadt Port Harcourt. Es besteht eine ständige Fährverbindung zwischen diesen Orten.

## Wirtschaft
In den frühen 1990er Jahren startete die nigerianische Regierung in Zusammenarbeit mit internationalen Ölkonzernen das Ölförderprojekt Nigeria Liquified Natural Gas Limited (NLNG) im Bereich der Insel. Auf Bonny Island befinden sich Niederlassungen unter anderem von Royal Dutch Shell, ExxonMobil, Chevron, Agip und Total. 

## Sonstiges
Nach der Insel wird der Teil des Golfes von Guinea, der an Nigeria und Kamerun angrenzt, auch Bight of Bonny genannt.